# Халсуа
Халсуа (фин. Halsua) — община в провинции Центральная Остроботния, Финляндия. Общая площадь территории — 428,33 км², из которых 15,63 км² — вода.

## Демография
На 31 января 2011 года в общине Халсуа проживало 1287 человек: 676 мужчин и 611 женщин.
Финский язык является родным для 98,84% жителей, шведский — для 0,54%. Прочие языки являются родными для 0,62% жителей общины.
Возрастной состав населения:
- до 14 лет — 15,38%
- от 15 до 64 лет — 59,44%
- от 65 лет — 25,33%

Изменение численности населения по годам:
| Год  | Численность |
| ---- | ----------- |
| 1980 | 1625        |
| 1990 | 1665        |
| 2000 | 1547        |
| 2010 | 1289        |
| 2011 | 1287        |